# 东方红五号
东方红五号（DFH-5，简称“东五”），是由中国航天科技集团旗下的中国空间技术研究院研制的一种地球静止轨道卫星平台，是中国目前为止最大最先进的卫星平台。

## 历史
2010年，中国空间技术研究院通信卫星事业部以“新型卫星平台研究室”为依托，正式启动对新一代通信卫星平台的研制工作，并自筹经费进行先期技术攻关。
2015年，东方红五号卫星平台正式获得国家国防科工局和财政部立项批复，研制工作正式进入工程实施阶段。
2019年12月27日，东方红五号卫星平台的首飞星实践二十号卫星搭乘长征五号运载火箭自文昌航天发射场发射升空并成功进入预定轨道，并于2020年1月5日完成定点。

## 技术性能
东方红五号平台拥有高承载、高功率、高散热、高控制精度的特点，被设计用于满足中国未来20年内的高通量通信、微波遥感和光学遥感卫星的需求。
主要技术指标：
- 发射重量：8000~9000公斤
- 载荷承载能力：1500~1800公斤
- 设计寿命：16年
- 整星功率：≥28千瓦
- 提供载荷功率：18千瓦
- 载荷舱散热能力：9千瓦
- 通信容量：≥80Gbps